# John Varley (pittore)

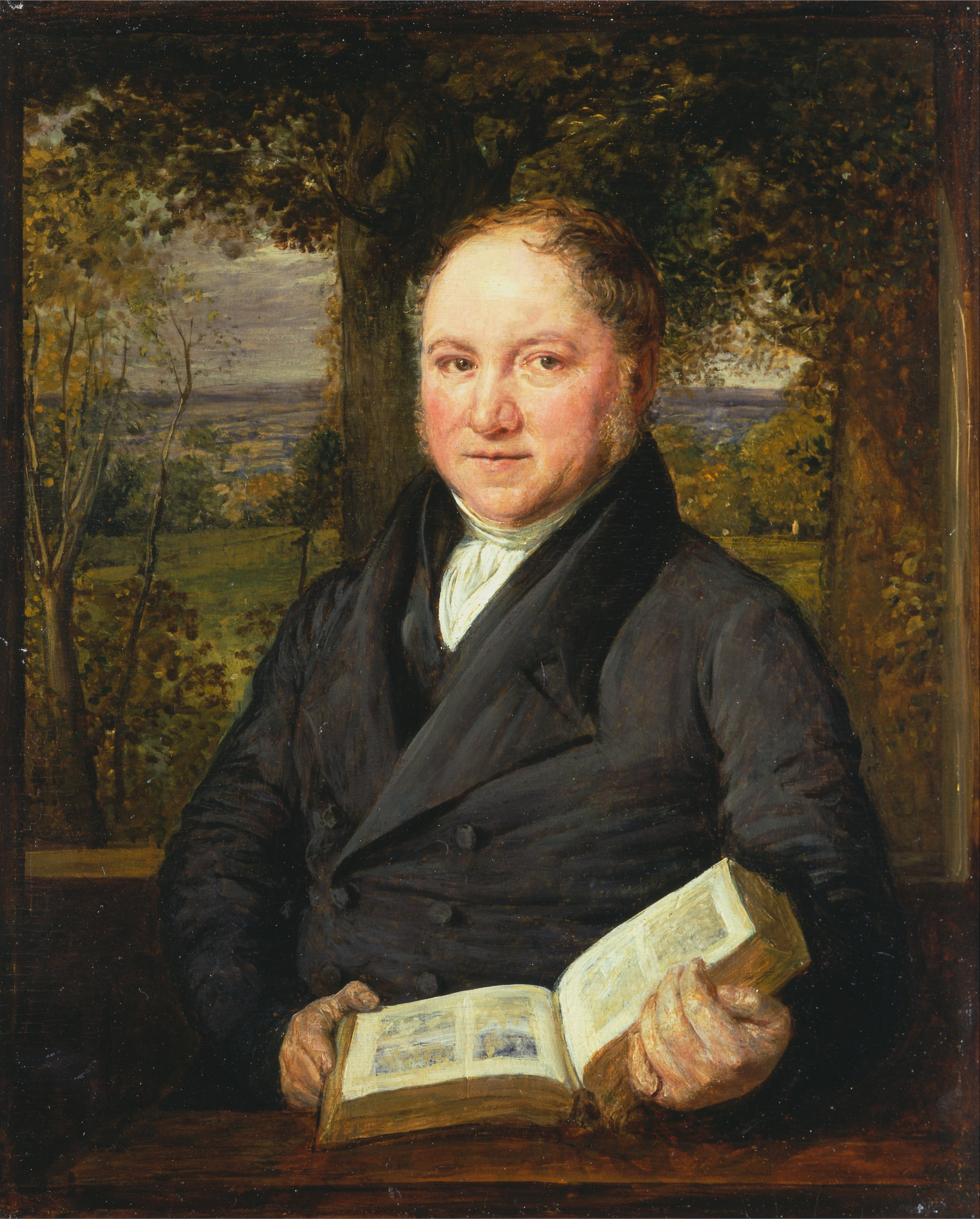
John Linnell, Ritratto di John Varley, 1820

John Varley (Hackney, 17 agosto 1778 – Londra, 17 novembre 1842) è stato un pittore e astrologo britannico.

## Biografia

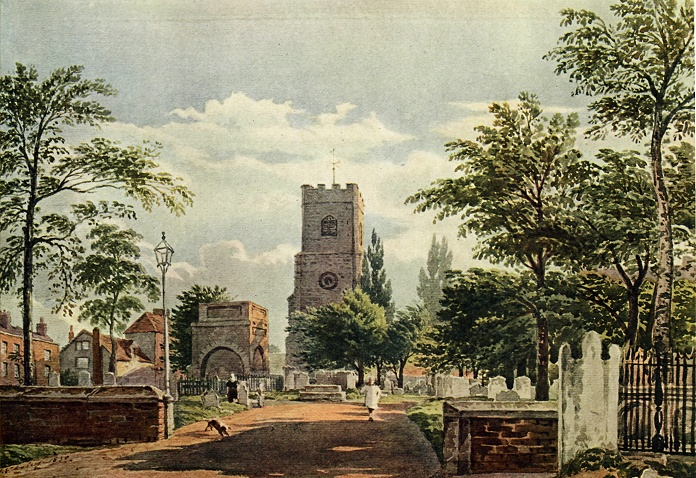
John Varley, Hackney Church

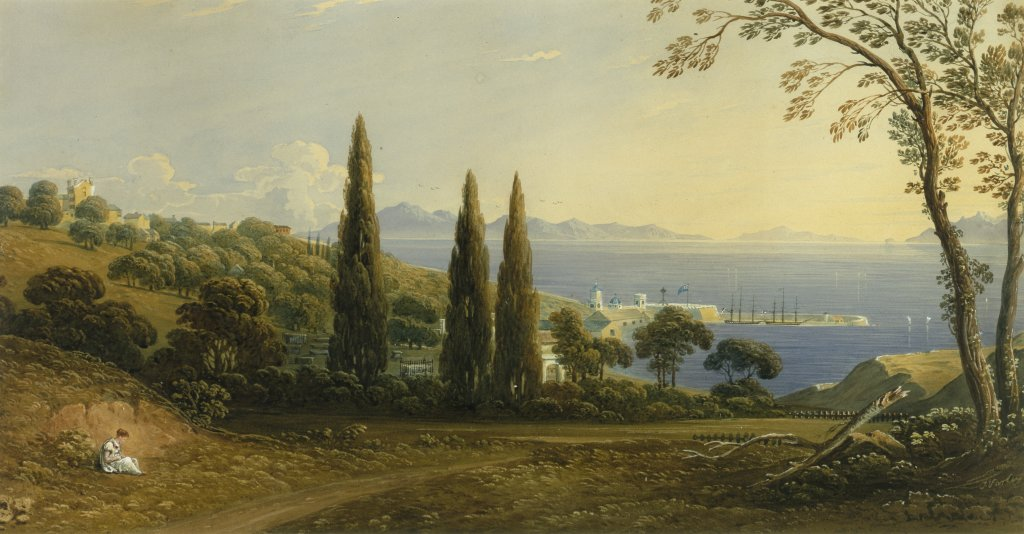
John Varley, Stretto di Gibilterra

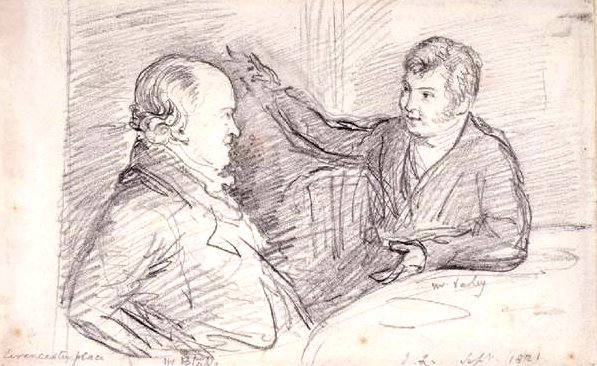
John Linnel, William Blake conversa con l'astrologo John Varley, disegno

John era il più anziano di una famiglia di pittori: i suoi fratelli minori Cornelius e William Fleetwood Varley erano pittori ed era un'artista anche la sorella Elizabeth Varley, che divenne moglie del pittore William Mulready. Il naturalista e ottico Andrew Pritchard era suo cugino.
Ebbe interessi per l'astrologia e divenne amico di William Blake. Frutto della collaborazione fra John Varley che ne scrisse il testo e Blake che ne fornì le illustrazioni, nel 1819-1820 fu pubblicato il libro Visionary Heads.
John Varley nacque nel borgo londinese di Hackney, ad Old Blue Post Tavern. Suo padre Richard era nato ad Epworth (Lincolnshire) ed era arrivato a Londra dopo la morte della prima moglie. Contrario all'idea che il figlio John diventasse un artista, il padre lo fece entrare nella bottega di un orafo-argentiere; ma John studiò disegno e dal 1794, dopo la morte del padre e un breve apprendistato presso un pittore locale, divenne allievo di Charles Barrow (1789–1802), che aveva organizzato una scuola serale di pittura e che portò John in un viaggio d'istruzione a Peterborough.
Nel 1798, a venti anni, John Varley presentò a una mostra della Royal Academy un disegno della cattedrale di Peterborough e continuò ad esporre nella stessa Accademia fino al 1804, quando divenne uno dei fondatori della Royal Watercolour Society e già si era distinto, nel panorama dei giovani artisti londinesi, particolarmente per i suoi acquarelli.
Fece lunghi viaggi nel Galles, nel 1799, nel 1800 e nel 1802, per visitare luoghi panoramici, soprattutto con montagne. Dipinse Dolgely, Galles del Nord, 1811, acquarello conservato al Victoria and Albert Museum. Ha scritto Marco Valsecchi: Con i loro acquarelli eseguiti con tecnica perfetta e con sottile percezione del colore fluido e luminoso, gli acquarellisti inglesi preparano una base essenziale per il paesaggio moderno.
Tra i suoi alunni, cui diede lezioni di disegno, Copley Fielding, David Cox, John Linnell e William Turner. Nonostante i successi artistici, scarso era il suo apporto all'economia della sua numerosa famiglia. Negli ultimi anni s'interessò di chiromanzia e di astrologia e questa passione aggravò la sua situazione finanziaria, al punto che morì povero e dimenticato.
Pubblicò fra il 1816 e il 1821 A Treatise on the Principles of Landscape Drawing e A Practical Treatise on the Art of Drawing in Perspective. Il suo testo di astrologia, del 1828, con illustrazioni,  aveva come titolo A Treatise on Zodiac al Physiognomy.
Sue opere sono conservate al Victoria and Albert Museum. È stato sepolto al Kensal Green Cemetery.

### Pubblicazioni[3]
- J Varley's List of Colours, Londra 1818
- A Treatise on the Principles of Landscape Drawing
- A Practical Treatise on the Art of Drawing in Perspective: adapted for the study of those who draw from nature; by which the usual errors can be avoided Londondra, 1815-1820
- A Treatise on Zodiacal Physiognomy, illustrated by engravings of heads and features, and accompanied by tables of the time of rising of the twelve signs of the zodiac; and containing also new and astrological explanations of some remarkable portions of ancient mythological history,  Londra, 1828

## Galleria d'immagini

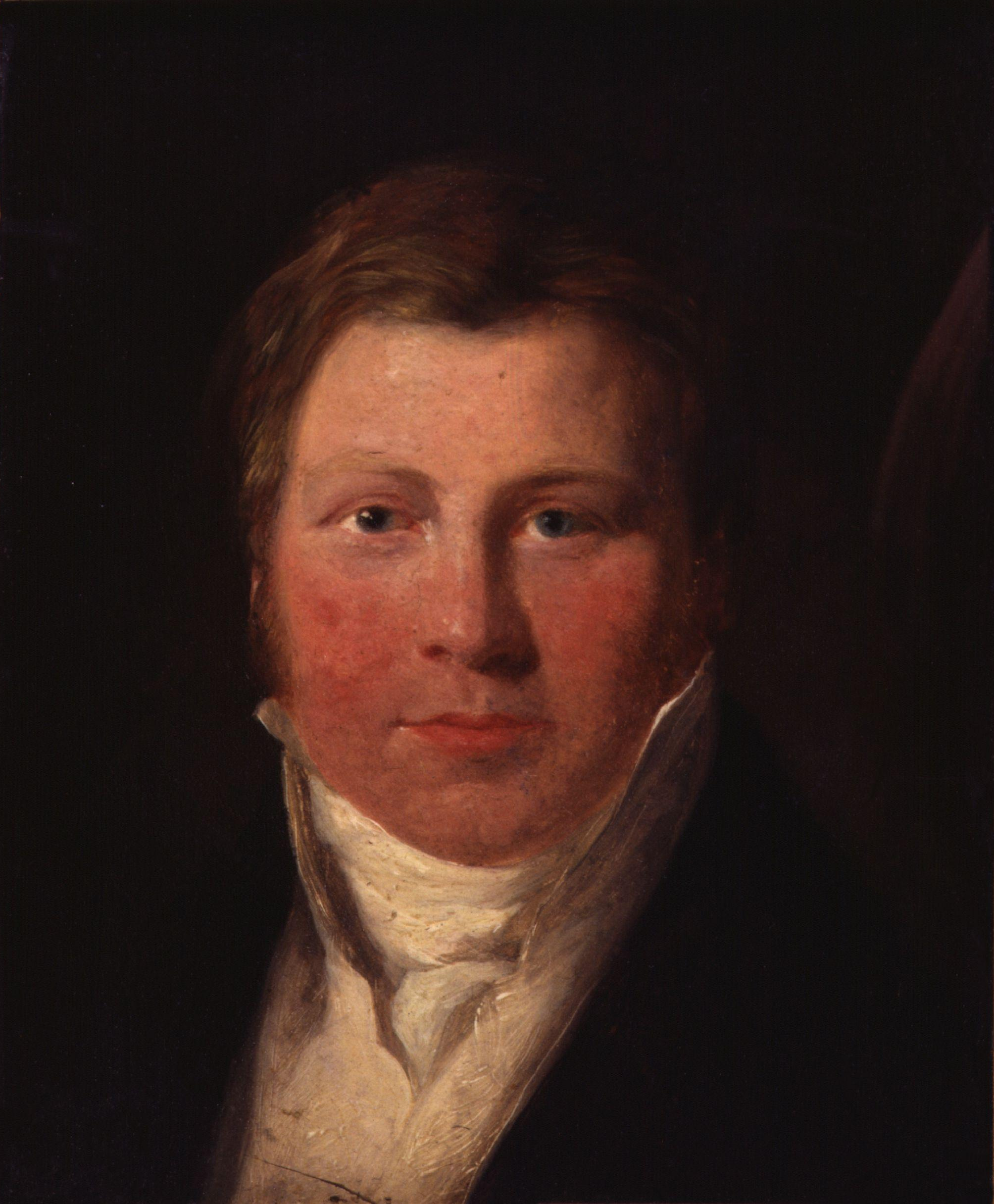
William Mulready, Ritratto di John Varley, 1814
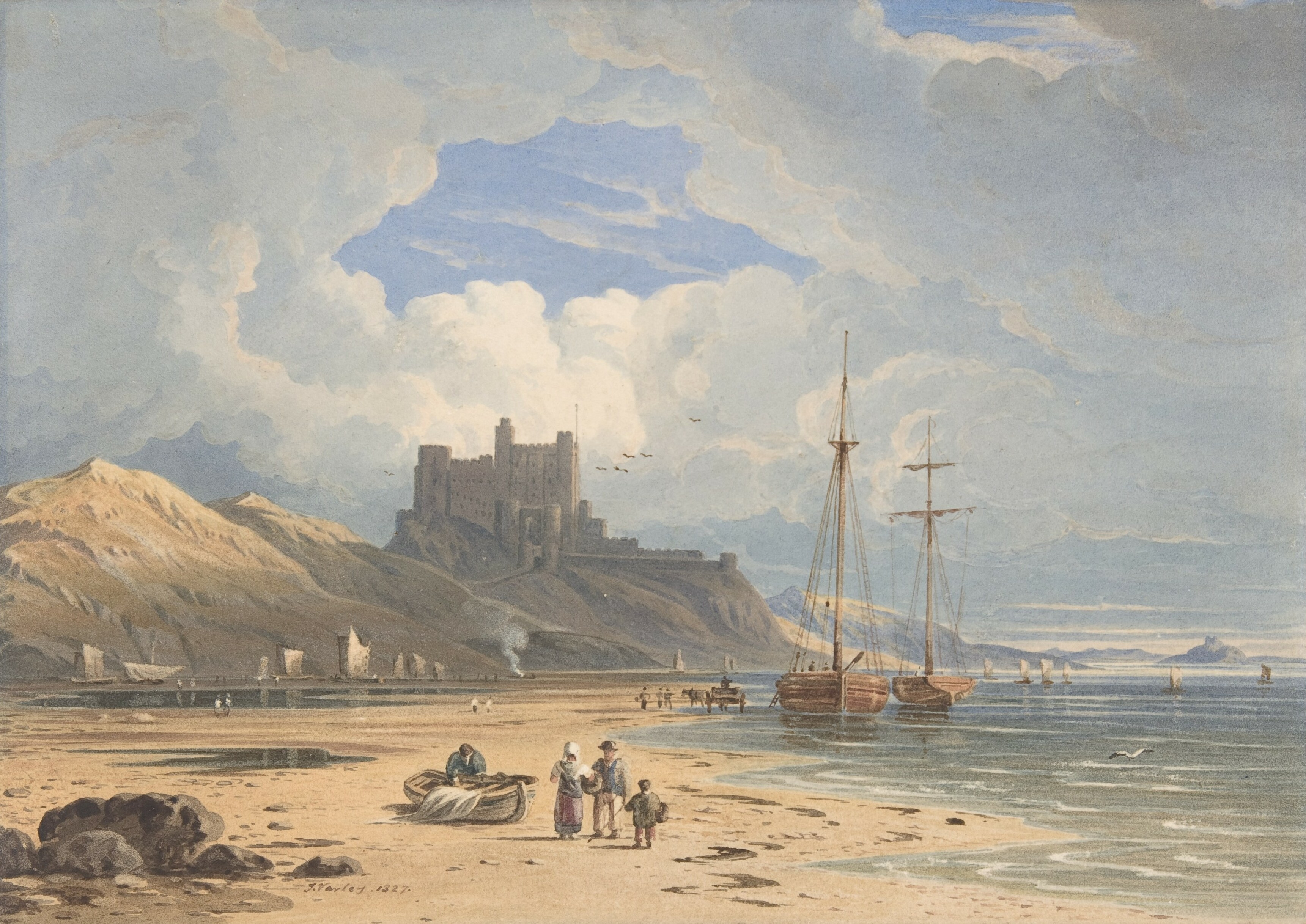
Castello di Bamborough Castle con Holy Island sullo sfondo, Metropolitan Museum, 1827
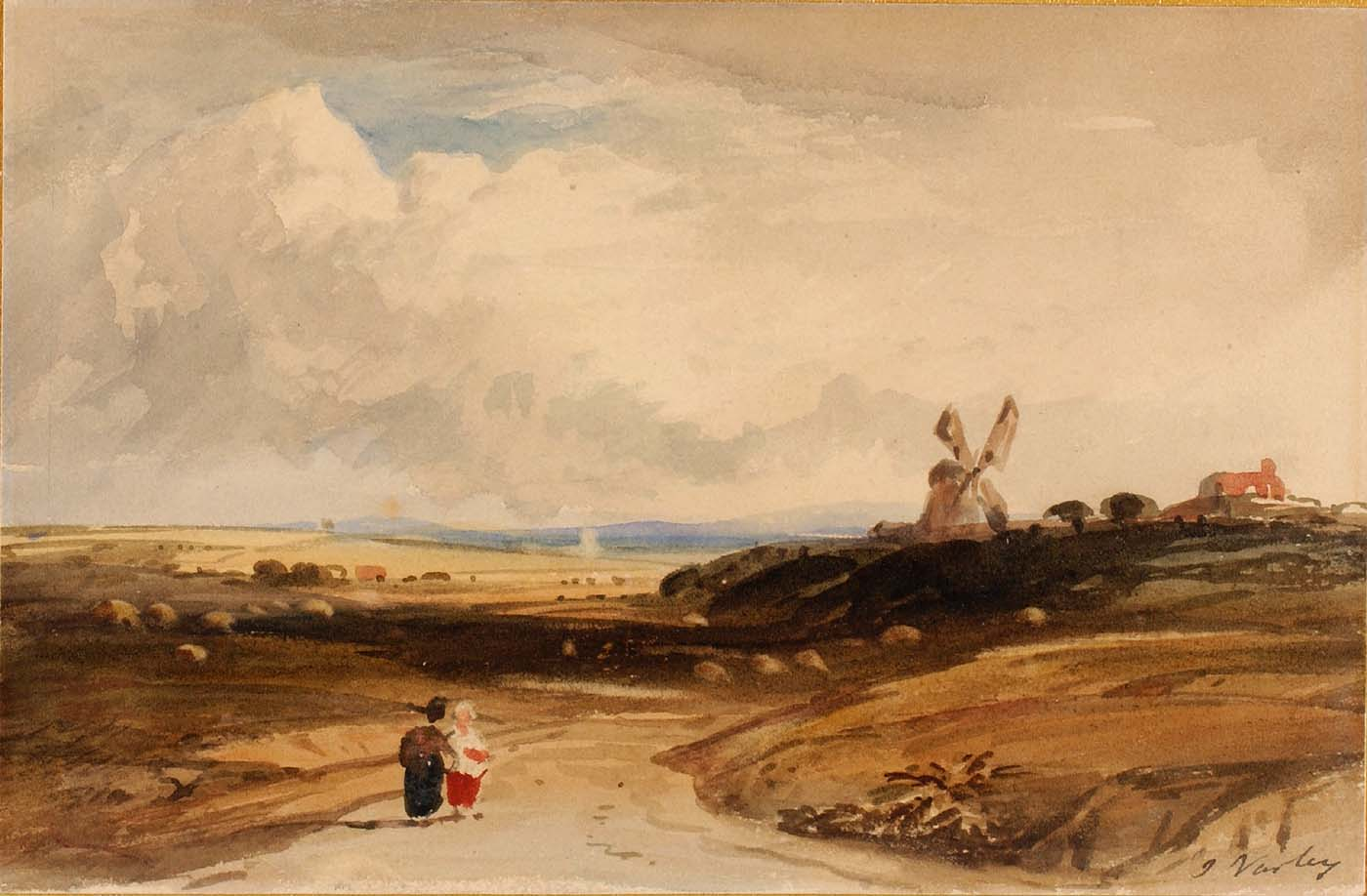
Paesaggio danese Smithsonian Institution (Washington)